# Lucio Battisti
Lucio Battisti (Poggio Bustone, 5 de março de 1943 — Milão, 9 de setembro de 1998) foi um músico e cantor italiano. É considerado um dos mais importantes autores e intérpretes da história da musica leggera (música popular italiana).

## Biografia
É considerado uma das maiores personalidades da história da música italiana, seja como autor ou intérprete da própria música, seja como como autor para outros artistas. Em toda a carreira vendeu mais de 25 milhões de discos.
A sua produção representou uma reviravolta decisiva na música pop e no rock italiano. De acordo com um ponto de vista estritamente musical, Lucio Battisti personalizou e inovou a forma da canção tradicional e melódica italiana.
Graças às letras escritas por Giulio Rapetti, em arte Mogol, Battisti relançou temas exauridos ou dificilmente renováveis, entre os quais, o envolvimento sentimental e os pequenos acontecimentos da vida cotidiana. Soube explorar também assuntos novos e não usuais, por vezes controversos, gastando até o limite da experimentação pura no sucessivo período de colaboração com Pasquale Panella.
Lucio Battisti nasceu em Poggio Bustone, província de Rieti, às 13h30 de 5 de março de 1943, na casa da Rua Roma, 40 segundo filho de Alfiero (1913 – 2008) e Dea Battisti (1917 – 1983). A família se completava com a irmã Albarita (1946 – 2003), enquanto o primogênito, também ele de nome Lucio, morreu em 1942 com dois anos de idade.

### Estréia

#### 1943-1962: O início
Em 1947, a sua família se transferiu para Castel Sant'Angelo, também na província de Rieti, e em 1950 para Roma in via Sondrio n° 21. Após ser promovido à terceira escola secundária de primeiro grau pediu aos pais para ter um violão. O interesse pelo instrumento se deve também à influência de dois rapazes que moravam no mesmo condomínio e que tocavam as primeiras músicas estrangeiras do rock. O interesse pelo violão, após o período inicial, o levou a deixar os estudos que praticava no Instituto Técnico Industrial Galileo Galilei), suscitando a raiva do pai Alfiero, que segundo a lenda, chegou a desferir-lhe o violão na cabeça. Independentemente da veridicidade da história, Alfredo o ameaçou de não assinar a sua isenção no serviço militar. Lucio tinha o direito, pois era filho de um inválido de guerra. No fim, ele prometeu se empenhar para conseguir o diploma, na condição de que o pai assinasse a isenção e lhe concedesse os dois anos que teria empregado no serviço militar para provar que conseguiria viver da música. O pacto foi aceito, em julho de 1962, Battisti, conforme prometido, se diplomou eletrotécnico.

#### 1962-1966: Primeiros passos e o encontro com Mogol
No início do outono de 1962, Battisti começou a tocar em Nápoles com um grupo chamado I Mattatori (Os Matadores). A solidão e a falta de dinheiro, no fim do ano, o levaram à decisão de voltar para casa. Sucessivamente fez parte do grupo I Satiri (Os Sátiros), grupo romano que acompanhava Enrico Pianori, e que frequentemente tocava em Roma na noite. No mesmo local tocavam I Campioni, um grupo bem mais famoso, que depois do abandono de Bruno De Filippi, estava à procura de um guitarrista. Uma primeira oferta foi feita a Alberto Radius, que contudo recusou, assim Roby Matano, o líder da banda, decidiu oferecer o posto a Battisti, que aceitou entusiasticamente. Se transferiu, portanto, a Milão, principal zona de atividade do grupo. Battisti viverá todo o resto da vida em Milão, antes no bairro popular Giambellino, depois numa vila no Largo Rio de Janeiro, para transferir-se nos últimos anos de vida para uma vila, em Molteno, Brianza.
No início de 1964, o grupo partiu para um tour na Alemanha e nos Países Baixos, quando tiveram a possibilidade de ouvir no rádio a música que na Itália não era transmitida.
Foi Matano, que mais vezes reivindicou a "primogenitura" da descoberta do talento de Lucio Battisti e também a estimulá-lo a escrever canções. Nascem algumas peças como Se rimani con me. As letras eram escritas por Matano, mas registradas no nome de Lucio porque o amigo não era inscrito à Sociedade Italiana dos Autores e Editores (SIAE). A maioria dessas canções permaneceu desconhecida ou nunca publicada. Todavia, algumas dessas canções foram sucessivamente remanejadas por Lucio à base de novos textos de Mogol, como Non chiederò la carità, que se tornará a célebre Mi ritorni in mente.
Em 14 de fevereiro de 1965 Battisti consegue marcar um encontro com Franco Crepax. Durante o ensaio é notado por Christine Leroux, uma editora musical de origem francesa que tinha chegado em Milão nos anos 1960. Tratava-se de uma caçadora de talentos para a gravadora Ricordi. Ela foi uma das primeiras a crer no talento de Battisti e aproximá-lo do já famoso letrista Mogol.
No que diz respeito ao primeiro encontro com Battisti, Mogol conta que não ficou particularmente impressionado com as canções que Lucio lhe havia proposto. Mas mesmo assim decidiu colaborar com ele por conta da sua humildade em admitir os próprios limites e a vontade de se melhorar.
Em 1966, Mogol insistiu com Battisti, que era muito cético no que tange aos dotes vocais, a cantar suas próprias músicas, e não apenas compor para outros artistas. Mogol foi obrigado a superar a resistência da casa discográfica Ricordi, chegando ao ponto de ameaçar se demitir, caso não fosse atendido.
Lucio estreou enfim como solista no 45 rotações Per una lira/Dolce di giorno, com modestíssimos resultados de vendas. As duas canções conheceram o sucesso graças aos grupos I Ribelli, capitaneado por Demetrio Stratos, e I Dik Dik. No circuito dos "adeptos ao trabalho", Per una lira se fez notar como música fortemente inovativa na letra e na escritura musical.

#### 1967-1968: o successo de29 settembreeBalla Linda
Em 1967, Mogol e Battisti são autores da música 29 settembre, que interpretada pelo grupo Equipe 84 e várias vezes transmitida no programa radiofônico Bandiera gialla (Bandeira amarela) se classificou ao primeiro posto do hit parade italiano. Ainda no mesmo ano escrevem um outro sucesso intitulado Nel cuore, nell'anima, interpretado e levado ao sucesso também pela Equipe 84, e pelo ex-líder do grupo I Camaleonti, Riki Maiocchi. No que tange à carreira de solista, Battisti produziu o seu segundo single, Luisa Rossi/Era, que continha um Rhythm and Blues e uma canção de atmosfera quase medieval que não alcança grande sucesso. No mesmo ano Battisti escreveu No prego per me para o cantor Mino Reitano e tocou a guitarra em La ballata di Pickwick, a sigla inicial e final do espetáculo de Ugo Gregoretti, Il Circolo Pickwick, nunca antes publicada em disco. A música foi cantada por Gigi Proietti.
Em 1968, publica o single Prigioniero del mondo/Balla Linda. A primeira é uma canção escrita por Carlo Donida com letra de Mogol que deveria ser originalmente interpretada por Gianni Morandi. Foi levada com escarso sucesso à manifestação conhecida como Un disco per l'estate 1968. Desta música existe um videoclipe gravado em película em preto e branco, que também foi a primeira filmagem na qual aparece o cantor, feita em Tonezza del Cimone. De maior êxito é Balla Linda, uma canção melódica mas já experimental para os cânones musicais da época.

#### 1969: a consagração como cantor e compositor
Em janeiro de 1969, Lucio Battisti participa pela primeira e única vez como cantor do Festival de Sanremo com a canção Un'avventura, quando consegue conciliar a melodia italiana com as atmosferas e sons do Rhythm and Blues. Non por acaso o intérprete estrangeiro a cantá-la é Wilson Pickett, um importantíssimo expoente daquele gênero musical. A música chega ao nono posto da classificação final com 69 votos. A participação a Sanremo aumentou em muito a sua popularidade, mas o expôs também a críticas de vários gêneros. Alfonso Madeo no Corriere della Sera definiu a interpretação de Battisti como tímida. E criticou duramente a sua voz falando de "pregos que batem na garganta", enquanto Paolo Panelli no Il Messaggero ironizou a sua cabeleira anticonformista e selvagem, equiparando-a a Pierino Porcospino e a Átila, o Huno. Em correspondência com a participação a Sanremo, em 31 de janeiro é publicado o single Un'avventura/Non è Francesca.
Em 4 de março sai o seu primeiro álbum, intitulado Lucio Battisti, que é uma antologia de músicas já publicadas nos precedentes singles contendo mais seis canções já editadas nas versões de outros grupos e cantores, dessa vez interpretados pelo próprio Battisti. Em 28 de março publica o segundo single do ano, chamado Acqua azzura, acqua chiara/Dieci ragazze.
Durante a primavera em algumas entrevistas revela seu noivado com Grazia Letizia Veronese, cuja profissão era a de secretária do Clan Celentano, sua futura companheira de vida.
Em 15 de abril participa pela primeira vez de uma transmissão televisiva, Speciale per voi, de Renzo Arbore, na época transmitida pela RAI. Na atração, foi lançada a música Acqua azzura acqua chiara, que se tornará um sucesso grandioso naquele verão de 1969. Com essa música, Battisti chega em terceiro lugar no Cantagiro 1969, obtendo 861 votos e vence o Festivalbar 1969. O cantor obteve 343984 preferências, destacando o grupo I Camaleonti, segundo colocado, que obtiveram quase 50000 votos.
Durante o verão promove o seu primeiro tour, composto por 21 noites. Nesse período funda com Mogol uma casa discográfica independente, a Número Uno. Para esse projeto aderiram o grupo Formula 3, Bruno Lauzi, Edoardo Bennato, Adriano Pappalardo, Oscar Prudente e outros. Todavia, Battisti ainda não pode passar para essa gravadora por conta de obrigações contratuais que o ligam a Ricordi.
Em 14 de outubro publica o terceiro single do ano, Mi ritorni in mente/7 e 40. O lado "A" é apresentado em 19 de outubro no programa radiofônico Gran Varietà, conduzido por Walter Chiari. Entre os singles os quais publica naquele ano, este é aquele que consegue êxito maior. É o 11° single mais vendido no ano e chega também ao primeiro lugar nas paradas de sucesso.
Apesar do sucesso como intérprete, a sua atividade de compor para outros cantores continua com êxito. São suas duas canções de grande sucesso como Questo folle sentimento, de atmosfera vagamente psicodélica, interpretada pelo grupo Formula 3, Mamma mia, interpretada pelo grupo I Camaleonti, além de Il paradiso della vita, uma música escrita em 1968 por Mogol e Battisti para Ambra Borelli que não obtém nenhum sucesso. Naquele ano é reinterpretada pelo grupo inglês Amen Corner, com o título (If paradise is) Half as Nice, alcançando o primeiro lugar nas vendas britânicas. Além disso, Patty Bravo, em uma viagem pelo Reino Unido, fica fascinada pela música do grupo Amen Corner, ignorando que a música original tivesse sido criada pelos italianos Battisti e Mogol, e decide de fazer uma cover com o título Il paradiso, tornando finalmente a música bastante popular na Itália.
Ainda que fosse bastante disponível a conceder entrevistas a grande mídia, já naquele período começa a se delinear o seu caráter. Em uma entrevista relativa ao seu noivado com Grazia Letizia Veronese, em tom debochado, define os jornalistas como alguns "danados curiosos". Inicia a manifestar o desejo de privacidade e não estar constantemente sob os refletores. ("Nós, a gente do espetáculo não conseguimos nunca efetuarmos os nossos afazeres sem que haja intervenções"... a cortar o mínimo de reserva da nossa vida privada" e a convicção de que deveria ser julgado apenas pela sua música e não pelas revistas de fofoca.

### Battisti, Mogol e a Numero Uno
Não nos importa cair. Cairemos em pé. O importante para nós é sempre sermos coerentes.— Mogol, em 1971, sobre o sucesso da dupla Battisti-Mogol
Nos anos 1970, em particular a primeira metade, são os anos nos quais Lucio Battisti chega ao cume da popularidade e sucesso. Os seus álbuns se encontravam constantemente entre os primeiros na classificação de vendas, 1972, 1973, 1975, 1976, 1977, 1978 e 1980.
Em 1973, caso raro da história discográfica italiana, consegue conquistar o primeiro e o segundo lugar na classificação de vendas com Il mio canto libero e Il nostro caro angelo, distanciando-se de obras de sucessos internacionais como The Dark Side of the Moon do Pink Floyd (3°) e Don't Shoot Me I'm Only the Piano Player de Elton John (4°).

#### 1970: A fortunada parceria com Mogol
Durante 1970 compõe Sole giallo, sole nero e Io ritorno solo para o grupo Formula 3, Insieme e Io e te da soli para Mina, Per te, para Patty Bravo, Mary oh Mary e E penso a te para Bruno Lauzi, Uomini e Perché dovrei para uma cantora por ele lançada, sem sucesso, Sara. Permanecem dúvidas sobre a sua composição La spada nel cuore, que na SIAE aparece como composta por Mogol e Donida.
Sempre no mesmo ano toca a guitarra na música La prima cosa bella, de Nicola di Bari, que se classifica ao segundo posto do Festival de Sanremo de 1970.
Em 2 de junho participa pela segunda vez a Speciale per voi, de Renzo Arbore. Durante o diálogo com o público presente confirma não ser um cantor politicamente engajado e mais uma vez a sua voz é criticada, essa vez pelo jornalista e apresentador Renzo Nissim. No fim, Battisti, evidentemente cansado de toda aquela conversa, termina bruscamente o discurso pedindo ao público:
São três horas que estão a falar e não se concluiu nada! Eu proponho algumas coisas: vos emociono, vos agrado, sim ou não?
Depois de ter recebido um coro de "sim", canta Il tempo di morire e Fiori rosa, fiori di pesco, demonstrando mais uma vez a sua aversão pelas discussões e fofocas, além do desejo de ser julgado apenas pela sua música. Em 8 de junho de 1970, que contém as duas canções interpretadas antecipadamente no programa.
De 21 de junho a 26 de julho daquele ano, sob iniciativa de Mogol, os dois empreendem uma viagem a cavalo de Milão para Roma. A viagem será contada pelo mesmo Battisti em três artigos na revista TV Sorrisi e canzoni.
Assim que retornou da viagem iniciou os preparativos para o tour que empreendeu durante o verão com o grupo Formula 3. Dez datas seguidas entre "L'altro mondo", de Rimini, "La bussola", de Viareggio e o local de Gino Paoli, em Sestri Levante. Será também o seu último tour.
Em 2 de setembro vence o Festivalbar 1970 com a canção Fiori rosa fiori di pesco. Nesta ocasião anuncia ter em mente a realização de um álbum conceitual baseado no tema do amor visto com angulações novas.
Em 15 de outubro sai o single Anna/Emozioni. Em novembro, o disco conceitual anunciado na ocasião do Festivalbar, Amore e non amore, fica pronto sendo porém um álbum bastante experimental e de difícil compreensão (a metade das músicas é instrumental e há uma tendência em direção ao rock progressivo. A gravadora Ricordi decide colocá-lo à parte e em dezembro publica uma outra antologia, intitulada Emozioni, na qual se encontram em versão estereofônica as músicas dos singles já publicados, mas dessa vez sem nenhum inédito. Com essa operação comercial por parte da Ricordi, as relações de Battisti com a casa discográfica começam a declinar.

#### 1971: A passagem para a Numero Uno
Em abril publica o single Pensieri e parole/Insieme a te sto bene. O produtor discográfico Alessandro Colombini, antes da publicação, era muito cético no que tange ao single e estava seguro que Pensieri e parole teria decretado ao fim da parceria Mogol-Battisti, enquanto o 45 rotações teve um sucesso que foi definido por Lelio Lutazzi como rainha do hit parade.
Neste ano a estampa inicia a lamentar a calante disponibilidade de Battisti de ser entrevistado e fotografado, assim em 27 de abril se exibe no Circolo della stampa de Milão para os jornalistas e suas famílias, acompanhado por Mario Lavezzi à guitarra e Mogol, com o objetivo de se fazer entender que não teria nenhuma aversão pessoal contra os jornalistas mas somente a vontade de ser julgado pela sua música.
Em 1 de maio de 1971 participa da transmissão televisiva Teatro 10, quando canta em playback Pensieri e parole (em um vídeo muito original que mostra em sobreposição duas imagens de Battisti que cantam as duas partes da música) enquanto canta ao vivo com a guitarra Eppur mi son scordato di te, canção na época interpretada pela Formula 3. Parece que Battisti, chegando aos estúdios da RAI, em Roma, esqueceu a própria guitarra em Milão e comprou uma barata na Estação de Roma; Apesar disso, a sua exibição fez com o que público iniciasse também a urrar.
Para o verão Mogol tinha um projeto de repetir uma empresa similar àquela do ano anterior, atravessando a nado o rio Po até a foz, mas por conta de problemas de reumatismo de Battisti, o médico desaconselhou o empreendimento e o projeto acabou. Em julho dirige uma orquestra de 25 elementos para a execução de 7 agosto di pomeriggio, música proveniente do álbum Amore e non amore, que no momento estava congelado por oito meses nos arquivos da Ricordi suscitando preocupações em Battisti no que tange ao fato de que, depois de todo aquele tempo, o álbum poderia já estar "superado" e menos moderno de acordo com as suas composições mais recentes.
Sempre no mês de julho, finalmente a Ricordi publica o álbum Amore e non amore, acompanhado pelo single Dio mio/Era; A música Dio mio no vem censurada, por causa da frase "A vejo de pijama e ela se aproxima" que continha alguns significados eróticos considerados inaceitáveis. Em 31 de julho é gravada nos estúdios da RAI "Tutti insieme", uma transmissão televisiva musical idealizada por Mogol na qual se exibem ao vivo muitos artistas pertencentes ou ligados à Número Uno: Lucio Battisti, Alberto Radius, I Dik Dik, Flora Fauna Cemento, Premiata Forneria Marconi, Lally Scott, Mia Martini, Mauro Pagani, Adriano Pappalardo, Formula 3, Bruno Lauzi e Edoardo Bennato, que acaba transmitida em 23 de setembro, com um ótimo êxito sobretudo entre o público mais jovem.
Em setembro termina o contrato com o ligava à Ricordi, e portanto está livre para se transferir à Número Uno. Para aproveitar o máximo possível de Battisti, que naquele momento gozava de grande popularidade, a Ricordi começou a desfrutar ao máximo o material inédito que, conforme contrato, tinha ainda direito de publicar, assim em 28 de outubro insere no mercado uma outra antologia, Lucio Battisti vol. 4 e em 24 de outubro publica o single Le tre verità/Supermarket. Em Le tre verità estão evidentes os ecos internacionais, em particular com o Led Zeppelin.
Em novembro publica o seu primeiro single pela Número Uno, La canzone del sole/Anche per te. Pela simplicidade dos acordes e da música em geral, que todavia não cai jamais na banalidade, La canzone del sole reuniu com o tempo uma popularidade tal que se tornou a canção mais seguida por aqueles que começam a aprender a tocar o violão.
Em 31 de dezembro participa da transmissão televisiva Cento di queste notti, na qual antes de cantar La canzone del sole e Anche per te acena com a introdução instrumental de Dio mio no.
Durante esse ano compõe Vendo casa para o grupo Dik Dik, Eppur mi son scordato di te, Nessuno nessuno e Mi chiamo Antonio tal dei tali e lavoro ai mercati generali para a Formula 3, Amor mio e La mente torna per Mina, Amore caro amore bello e L'aquila para Bruno Lauzi e Un papavero per o grupo Flora Fauna Cemento. Permanecem dúvidas sobre La folle corsa, interpretada por Little Tony pela Formula 3.

#### 1972-1973: O ápice da popularidade e do sucesso discográfico
Evidentemente perturbada pelo sucesso de La canzone del sole/Anche per te, a Ricordi em março de 1972
promove uma última tentativa comercial publicando o single Elena no/Una. É a última vez em que a gravadora poderá publicar algo inédito do artista.
Em 23 de abril, Battisti participa da transmissão televisiva Teatro 10. Apresentada por Alberto Lupo, canta I giardini di marzo (em playback) e se exibe ao vivo em um dueto com Mina, interpretando um medley composto por Insieme, Mi ritorni in mente, Il tempo di morire, E penso a te, Io e te da soli, Eppur mi son scordato di te e Emozioni, acompanhados por Massimo Luca, ao violão, Angel Salvador, ao baixo, Gianni Dall'Aglio, à bateria, Gabriele Lorenzi, aos teclados, e Eugenio Guarraia, à guitarra. O dueto é considerado como uma das exibições mais importantes da música italiana e será a última aparição televisiva de Battisti na Itália.
Em 24 de abril publica o seu primeiro álbum para a Número Uno, Umanamente uomo: il sogno, acompanhado pelo single I giardini di marzo/Comunque bella. O álbum é o segundo mais vendido de 1972.
Nesse período começa a recusar aparecer em fotografias e conceder entrevistas e, refutando uma para o setimanal Sogno, declara preferir o ólio de rícino à TV;
A estampa, em resposta, piorou o tom. Sogno o acusou de ser incoerente nas suas declarações (tendo acabado de participar de Teatro 10) e de ter escolhido não ser mais entrevistado somente para fazer publicidade; A revista Oggi publica um debate entre músicos e críticos sobre o tema "Battisti é verdadeiramente um fenômeno?" no qual Riz Ortolani o acusa de "imitar", Augusto Martelli declara que "Battisti é um "diletante assustado" e "uma balão inflado". Já Aldo Buonocore declara que a sua voz é um lamento, um tormento".
Em novembro de 1972 publica o álbum Il mio canto libero, acompanhado do single Il mio canto libero/Confusione. O álbum é o mais vendido de 1973 e somente no giro inicial de distribuição vende 450.000 cópias.
No fim do ano, em 12 de dezembro, participa pela última vez de uma transmissão televisiva, Supersonic, na qual interpreta Comunque bella, Innocenti evasioni, Il leone e la gallina, La canzone del sole, Anche per te e Sognando e risognando; Fabrizio Zampa no Il messaggero o critica escrevendo que "a sua exibição foi desentoada". Daquele momento em diante, Battisti não se exibirá nunca mais em público na Itália.
Durante 1972 compõe Ma che amore/Il mio bambino para Iva Zanicchi, Io mamma para Sara, È ancora giorno e Segui lui per Adriano Pappalardo, Mondo blu para o Flora Fauna Cemento, Aeternum do qual escreve a leta, Sognando e risognando e Storia di un uomo e di una donna para a Formula 3 e Prima e dopo la scatola para Alberto Radius. Não comporá mais para outros cantores, com exceção de duas músicas em 1976.
Em 25 de março de 1973 nasce o único filho de Lucio e Grazia Letizia Veronese, Luca Battisti. As reações da mídia naquele momento causam a definitiva ruptura entre o cantor e os jornalistas. Em 26 de março Sogno publica um artigo sobre um improvável flerte entre o cantor e a atriz de cinema erótico Zeudi Araya.
Em 27 de março dois fotógrafos aparecem violentamente na sala da clínica onde se encontrava Battisti iniciando a tirar fotografias, constrangendo o cantor a expulsar-los do pior modo, fechando-se por mais de quatro dias em uma sala da clínica junto à mulher e o filho.
Em resposta a este isolamento, Novella 2000 escreve que o cantor "tem medo até das sombras", traçando um retrato de um Battisti apático.